# ئی‌ام‌دی اس‌دی۴۵-۲
ئی‌ام‌دی اس‌دی۴۵–۲ (انگلیسی: EMD SD45-۲) یک لوکوموتیو دیزلی ساخت شرکت جنرال موتورز الکترو-موتیو دیویژن است.
این لوکوموتیو که مابین سال‌های ۱۹۷۲ تا ۱۹۷۴ تولید می‌شده دارای ۲۰ سیلندر و ۳۶۰۰ اسب بخار قدرت بوده است.